# Személyiség
A személyiség a lélektanban és a pedagógiában gyakran alkalmazott kifejezés. A különböző felfogásokhoz más-más meghatározás /definíció tartozik. J. Piaget másként értelmezi, mint G.W. Allport.
A személyiség egy széles körben elfogadott meghatározás szerint egy az egyénre jellemző viselkedési, gondolkodási és érzésminta, ami állandósultan és ezzel együtt egyedien jellemzi magát az egyént. Ez a meghatározás a William Stern (1871-1938. Személyiség és dolog.) állásponthoz köthető.
Egy másik értelmezés szerint a személyiség különböző testi és lelki tulajdonságok dinamikus és egységes egésze, mely az embert megismételhetetlenné teszi, megkülönbözteti, meghatározza viselkedését és gondolkodását. Az ember különböző szinteken kölcsönhatásba lép környezetével.
Freud pszichoanalitikus megközelítése szerint a személyiségnek három szférája különíthető el:
- Ösztönén: öröklött, tudattalanban lévő lelki tartomány. Azonnali szükséglet kielégítésre törekszik.
- Én: közvetít a belső valóság és a külvilág, az ösztönén és a felettes én között.
- Felettes én (Szuperego): szülői hatásra alakul ki. Ezt a tanár/mester átformálhatja. Ez képviseli a hagyományokat, az erkölcsöt és a lelkiismereti funkciókat.[4]

## A kifejezés eredete
A latin eredetű persona szóból származik. Az ókori római színházakban a hangerősítővel is ellátott álarcot nevezeték először personának, amely a per (át, keresztül) és a sonare (hangozni) szavak összetétele.
A nemzetközileg ismert persona szóból alakult ki az angol personality kifejezés, amelynek magyar megfelelője a személyiség szó.

## Személyiség tágabb felbontásban
1. A személyiség az egyénre jellemző pszichológiai folyamatok és állapotok szervezett összessége.
2. A személyiség strukturált egész, amelyet saját megkülönböztethető szerkezeti sajátosságainak a dinamikus szerveződése alkot (temperamentum, introvertáltság, extrovertáltság)
3. A személyiség alapvető kritériuma a tudat, amely lehetővé teszi, hogy az egyén elhatárolja magát környezetétől, megkülönböztesse magát minden más személyiségtől, viselkedését tudatosan irányítsa.
4. A személyiség öröklött és veleszületett (szerzett) testi és idegrendszeri sajátosságai bázisán a társadalmi és természeti környezettel folytonos kölcsönhatásban álló és folytonosan fejlődő nyílt, dinamikus rendszere.[7]

## A személyiség szerkezete
- A személyiség szerkezete Freud szerint

Topológiai modellje szerint a személyiség két fő tartománya a tudatos és a tudattalan, valamint az ezek között található átjárható zóna, a tudatelőttes és leginkább a tudattalan határozza meg viselkedésünket. Később, strukturális modelljében az elméletet továbbfejlesztette az ösztönén, én és a felettes én személyiség-összetevők bevezetésével, ahol már e három összetevő erőviszonya határozza meg a viselkedést.
- A személyiség szerkezete Jung szerint

A személyiségnek három fő tartományát különböztette meg: tudatos, személyes tudattalan és kollektív tudattalan. Utóbbin belül fontos összetevők pl. a persona, tudatos én, árnyék és az archetípusok. A személyiség legkülső burka a persona, ez érintkezik a külvilággal, míg a személyiség működésének irányítója a Selbst, a tudattalan ősvalónk.
- A személyiség szerkezete Szondi szerint

Jung személyes tudattalan és kollektív tudattalanja között létezik a családi tudattalan. Ezt dolgozta ki a sorselemzés módszerével.
- A személyiség szerkezete a vonáselméletek szerint

A vonáselméletek szerint tulajdonságaink hierarchiába rendeződnek és faktorokat, dimenziókat képeznek. Kutatásaiban az a legfőbb kérdés, hogy hány ilyen fő faktorba rendezhetők a tulajdonságok. Guilford 13, Cattel 16 személyiségfaktort azonosított, mára azonban ezek száma redukálódott, Eysenck csak hármat, míg Wiggins csupán kettőt fogad el. A legáltalánosabb nézet szerint 5 szuper-vonás létezik. A hierarchia csúcsán elhelyezkedő vonásokat tartják determináló erejű alaptulajdonságoknak. Wiggins modellje szerint minden tulajdonságunk az alábbi két tényező függvénye:
1. Milyen jellegű a hatalmi késztetésünk,
2. Milyen a szeretet-viszonyulásunk.

Ez a kétfajta viszonyulás független egymástól, ezért sajátos kombinációjuk adja személyiségünk egyéni mintázatát.

## A személyiség kialakulásnak folyamata
Erikson: személyiségünk alakulását születéstől halálig 8 kategória határozza meg.
Minden periódusban vannak elkerülhetetlen krízishelyzetek, ha ezeket sikerül megoldani, akkor egészséges a személyiség fejlődés, ha nem, akkor a személyiség fejlődése megreked.
| 1. bizalom az ősbizalmatlansággal szemben                                                              | 1 éves korig      |
| 2. autonómia a szégyennel, kétellyel szemben, toalett használat, saját testen való uralkodás           | kb. 1-3 éves kor  |
| 3. kezdeményezés a bűntudattal szemben                                                                 | óvodáskor         |
| 4. teljesítmény a csökkent értékűséggel szemben                                                        | iskolába lépés    |
| 5. identitás a szerepdiffúzióval szemben                                                               | serdülőkor        |
| 6. párválasztás, intimitás az izolációval szemben, erős, tartós kötődések az elmagányosodással szemben | fiatal felnőttkor |
| 7. alkotóképesség a stagnálással szemben                                                               | érett felnőttkor  |
| 8. én integritás a kétségbeeséssel szemben                                                             | öregkor           |

Ha minden periódust “eredményesen teljesített„, akkor nyugodt, békés lezárása lesz életének, egyébként labilis, lemondó vagy pedig túlkompenzáló, lesz a személyiség. A végletek között van a sokféle sajátos.

### Szociális tanulás
Születést követő személyiség fejlődését befolyásoló hatások

Gyermekkor: szülői hatás alapján alakul.
- Pozitív légkör: dicséretek.
- Negatív légkör: szidás, rideg, hideg, hiányosságok hangsúlya, büntetés.

Amilyennek a szülő tartja a gyereket, a gyerek is olyannak tartja magát (alsó tagozatban a tanár véleménye szintén meghatározó lehet!)
Az énkép serdülőkorra alakul ki, ami bizonyos mértékben védetté válik, és ezt próbáljuk megóvni úgy, hogy olyan emberekkel barátkozunk, akiknek hasonló a véleménye rólunk, mint saját magunknak, ezáltal erősítjük énképünket.
Plaszticitással rendelkezik bizonyos fokig az énkép: befogadóképes, nem merev, vagyis a saját magunkról alkotott képet a serdülőkor alatt relatíve befolyásolja a környezet visszajelzése.
- Represszor [gátló] viszonyulási mód:

pozitív énképűeknél: a problémát elsimítja, jó viszonyra törekszik, boldogság
- Szenzitizátor [érzékeny] viszonyulási mód:

negatív: a környezet negatív jelzéseit felerősíti

### Emlékezet, tanulás, érzelmek
A tevékenység folyamatában a tárgy képmássá változik. A folyamat objektiválódik /terméket alkot. A reflexivitás - viselkedését tudatosan mérlegeli az alany. Az intencionalitás - a viselkedés irányát határozza meg (szándék szintjén). Belső cselekvésváz, forgatókönyv jellemzi a feltevést /hipotézist; a vallásos /jámbor viselkedést (szándékosan tartózkodik valamitől, elvisel valamit a megtanult hagyomány szerint; érzelmeit ennek rendeli alá.) Parsons hangsúlyozza, a személyiség - nem a társadalom parányvilága /mikrokozmosza; a szociális rendszer pedig nem a személyiség makrokozmosza. Kölcsönös kapcsolódásukon túl csak alaki hasonlóságok /homológia köti össze őket. Mills közérthetővé fogalmazza Parsons egy szövegét. Az eredeti szöveg negyedére zsugorodik. Érthető, de semmitmondó lett.